# 13 октября
13 октября — 286-й день года (287-й в високосные годы) по григорианскому календарю.
До конца года остаётся 79 дней.
До 15 октября 1582 года — 13 октября по юлианскому календарю, с 15 октября 1582 года — 13 октября по григорианскому календарю.
В XX и XXI веках соответствует 30 сентября по юлианскому календарю.

## Праздники и памятные дни

### Международные
- ООН — Международный день по снижению риска бедствий.

### Национальные
- Азербайджан — День работников азербайджанской железной дороги.

### Религиозные
Православие
 — Память священномученика Григория епископа, просветителя Великой Армении (около 335 года);
 — память мучениц Рипсимии, Гаиании и с ними 35 святых дев (начало IV века);
 — память святителя Михаила, первого митрополита Киевского (992 год);
 — память преподобного Григория Пельшемского, Вологодского чудотворца (1442 год);
 — память священномученика Прокопия Попова, пресвитера (1918 год);
 — память священномучеников Петра Соловьёва, Вячеслава Занкова, Петра Пушкинского, Симеона Лилеева, Василия Гурьева, Александра Орлова, пресвитеров, Серафима Василенко, диакона, преподобномученицы Александры (Червяковой), мучеников Алексия Серебренникова и Матфея Соловьёва, мученицы Аполлинарии Тупицыной (1937 год).

## События

### До XIX века
- 54
  - Жена римского императора Клавдия Агриппина Младшая отравила его грибами.
  - Нерон Клавдий Цезарь Друз Германик объявлен императором Римской империи под именем Нерона.
- 1307 — по приказу короля Филиппа IV Красивого (Philippe IV de France) были одновременно арестованы все французские тамплиеры.
- 1479 — венгерские королевские войска разбили турок — османов в сражении на Хлебовом поле.
- 1492 — Христофор Колумб впервые высадился на берег Нового Света (остров Сан-Сальвадор).
- 1534 — папа римский Павел III вступил на престол.
- 1582 — в Италии и других католических странах юлианский календарь (старый стиль) был заменен на григорианский (новый стиль).
- 1644 — в ходе Датско-шведской войны объединённый шведско-голландский флот под командованием Карла Густава Врангеля наносит поражение датскому флоту в сражении при Фемарне.
- 1675 — голландский физик Христиан Гюйгенс запатентовал карманные часы.
- 1775 — Второй Континентальный конгресс принял резолюцию о создании Континентального флота, ставшего впоследствии Военно-морским флотом США.
- 1781 — император Священной Римской империи Иосиф II (Joseph II.) издал указ о веротерпимости, которым была прекращена кампания закрытия монастырей.
- 1792 — заложен первый камень в основание резиденции президента США, которая с 1809 года стала называться «Белым домом», а в 1902 году это название здания было узаконено.

### XIX век
- 1805 — бой при Эльхингене армии Наполеона Бонапарта с австрийскими войсками.
- 1812 — в ходе Англо-американской войны произошла Битва на Куинстонских высотах закончившаяся поражением американской армии.
- 1837 — в ходе завоевания Алжира, после непродолжительной осады, французы овладели городом-крепостью Константина.
- 1843 — в Нью-Йорке создана старейшая в Америке еврейская организация — «Дети обета».
- 1883 — организовано Всероссийское театральное общество, которое возникло в Петербурге как «Общество для пособия нуждающимся сценическим деятелям».
- 1884 — Гринвич утверждён как место прохождения нулевого меридиана.
- 1900 — вышла основная книга Зигмунда Фрейда (Sigmund Freud) «Толкование сновидений».

### XX век
- 1917 — Фатимское чудо.
- 1921 — Карсский договор о дружбе между Армянской, Азербайджанской и Грузинской ССР, с одной стороны, и Турцией — с другой, заключён при участии РСФСР.
- 1923 — столица Турции перенесена из Стамбула в Анкару.
- 1930 — образован Ленинградский институт инженеров связи.
- 1938 — русский поэт Осип Мандельштам доставлен в трудовой лагерь после повторного ареста по обвинению в «контрреволюционной деятельности».
- 1943 — Италия, капитулировавшая 8 сентября перед западными союзниками, вступила в войну на стороне антигитлеровской коалиции.
- 1944 — советские войска вступили в Ригу.
- 1946 — конституционный референдум во Франции: 53,2 % поддержали проект Конституции IV Республики.
- 1948 — завершено строительство газопровода Дашава — Киев.
- 1957 — на Государственном совещании Мао Цзэдун (Mao Zedong) заявил: «Не надо читать много книг».
- 1958
  - Трудовой коллектив станции Москва-Сортировочная предложил начать всесоюзное соревнование за звания бригад коммунистического труда.
  - Первая публикация книги о медвежонке Паддингтоне.
- 1969 — Катастрофа Ан-24 в Нижневартовске.
- 1972
  - Катастрофа Ил-62 под Дмитровом близ Москвы на берегу Нерского озера. Погибли все 174 человека на борту — на то время крупнейшая авиакатастрофа в мировой истории. Причины трагедии остались неизвестны.
  - Катастрофа FH-227 в Андах с юниорской командой по регби из города Монтевидео на борту. Дожили до эвакуации лишь 16 человек.
- 1973 — катастрофа Ту-104 под Подольском, погибли все 122 человека на борту. Крупнейшая катастрофа в истории самолёта.
- 1975 — премьер-министр Канады Пьер Трюдо объявил о введении чрезвычайного трёхлетнего антиинфляционного плана, предусматривающего правительственный контроль цен.
- 1976
  - Челябинск стал городом-миллионером.
  - В Санта-Крусе (Боливия) самолёт Boeing 707 при взлёте упал на стадион. Погибли не менее 91 человека — крупнейшая авиакатастрофа в стране.
- 1977 — угон самолёта «Ландсхут». День 1.
- 1990 — в Харькове в эфир вышли программы, подготовленные студией АТВ-1, в дальнейшем ЗАО РТК «Тонис-Центр». Этот день стал днём рождения украинского негосударственного телевидения.
- 1992 — неподалёку от Гостомеля произошла катастрофа самолёта Ан-124-100 «Руслан», погибли 7 человек, 1 выжил.
- 1998 — НАТО предъявил Союзной республике Югославия ультиматум с требованием вывести войска из Косово.
- 2000 — массовое отравление метанолом в Сальвадоре, 122 человека погибли.

### XXI век
- 2005 — Вторая чеченская война: нападение исламистов на Нальчик.
- 2011 — под Мадангом разбился самолёт de Havilland Canada DHC-8-100 компании Airlines PNG, погибли 28 из 32 человек, находившихся на борту.
- 2019 — на Чикагском марафоне кенийка Бриджид Косгей установила мировой рекорд среди женщин (2:14:04). Был побит в 2023 году.

## Родились

### До XIX века
- 1474 — Мариотто Альбертинелли (ум. 1515), итальянский живописец эпохи Возрождения.
- 1700 — барон Николай Строганов (ум. 1758), крупный русский промышленник, тайный советник, камергер.
- 1713 — Аллан Рэмзи (ум. 1784), шотландский художник-портретист.
- 1754 — Молли Питчер (ум. 1832), героиня войны за независимость США.

### XIX век
- 1821 — Рудольф Вирхов (ум. 1902), немецкий патолог и физиолог, первым описавший лейкемию, политический деятель.
- 1825 — Чарльз Фредерик Уорт (ум. 1895), французский кутюрье английского происхождения.
- 1829 — Пётр Бартенев (ум. 1912), русский историк и литературовед, зачинатель пушкиноведения.
- 1845 — Елизавета Лавровская (ум. 1919), русская оперная и концертная певица (контральто), педагог.
- 1847
  - Артур Герберт Дик Акланд (ум. 1926), британский политический деятель.
  - Александр Ленский (урожд. Александр Вервициотти; ум. 1908), русский актёр, театральный режиссёр и педагог.
- 1855 — Роберт Флегель (ум. 1886), немецкий путешественник, исследователь Африки.
- 1875 — Максим Кончаловский (ум. 1942), русский и советский терапевт, основатель научной школы.
- 1878 — Степан Шаумян (расстрелян в 1918), российский революционер, глава Бакинского Совета (в 1917), чрезвычайный комиссар по делам Кавказа, один из 26 расстрелянных бакинских комиссаров.
- 1880 — Саша Чёрный (наст. имя Александр Михайлович Гликберг; ум. 1932), русский поэт и прозаик, эмигрант («Разные мотивы», «Солдатские сказки» и другое).
- 1881 — Эжени Коттон (ум. 1967), французская женщина-физик и общественный деятель, основательница Международной демократической федерации женщин.
- 1887 — Йозеф Тисо (казнён в 1947), словацкий католический священник, теолог и политик, президент Первой Словацкой республики (1939—1945).
- 1899 — Алексей Сурков (ум. 1983), русский советский поэт и журналист, автор песен («Бьётся в тесной печурке огонь» и др.).

### XX век
- 1906 — Сесиль Такаишвили (ум. 1984), грузинская советская актриса театра и кино, народная артистка СССР (1966).
- 1909
  - Дмитрий Нагишкин (ум. 1961), русский советский писатель и книжный иллюстратор.
  - Арт Тэйтум (ум. 1956), американский джазовый пианист и композитор.
- 1917 — Вадим Матросов (ум. 1999), советский военачальник, генерал армии, Герой Советского Союза.
- 1918 — Евгений Агранович (ум. 2010), советский и российский кинодраматург, сценарист, поэт, прозаик, бард.
- 1921 — Ив Монтан (настоящее имя Иво Ливи; ум. 1991), французский киноактёр и певец.
- 1925 — Маргарет Тэтчер (ум. 2013), 71-й премьер-министр Великобритании (1979—1990).
- 1926
  - Рэй Браун (ум. 2002), американский музыкант, один из лучших джазовых контрабасистов.
  - Глеб Максимов (ум. 2001), советский и российский учёный, инженер-конструктор, создатель первого в мире искусственного спутника Земли.
- 1931 — Раймон Копа (при рожд. Раймон Копашевский; ум. 2017), французский футболист польского происхождения, лучший футболист Европы 1958 г.
- 1933 — Марк Захаров (ум. 2019), советский и российский режиссёр театра и кино, сценарист, педагог, главный режиссёр театра Ленком, народный артист СССР.
- 1934
  - Борис Каторгин, советский и российский конструктор в области энергетики, академик РАН.
  - Савелий Крамаров (ум. 1995), советский и американский комедийный киноактёр, заслуженный артист РСФСР.
  - Нана Мускури, греческая певица, посол доброй воли ЮНИСЕФ.
- 1935 — Алексей Козлов, советский и российский саксофонист, композитор, основатель джазового коллектива «Арсенал», народный артист РФ.
- 1938 — Константин Худяков, советский и российский режиссёр, сценарист и актёр.
- 1939 — Леонид Неведомский (ум. 2018), советский и российский актёр театра и кино, народный артист РФ.
- 1941
  - Пол Саймон, американский рок-музыкант, автор песен, обладатель трёх премий «Грэмми».
  - Роберт (Боб) Хантер (ум. 2005), канадский журналист, сооснователь «Гринписа».
- 1942 — Франческа Ярбусова, советский и российский художник-мультипликатор, жена режиссёра Ю. Норштейна.
- 1944 — Роберт Ламм, американский клавишник, певец, автор песен, один из основателей рок-группы «Chicago».
- 1945 — Дези Баутерсе (ум. 2024), суринамский военный и политический деятель; председатель Национального военного совета страны (1980—1987); президент Суринама (2010—2020).
- 1947 — Сэмми Хагар, американский певец и гитарист, вокалист рок-группы «Van Halen».
- 1949 — Алдона Нененене (ум. 1999), советская гандболистка, двукратная олимпийская чемпионка (1976, 1980).
- 1952 — Джон Лоун (при рождении Ын Кхуок Лён), американский актёр китайского происхождения.
- 1954 — Мордехай Вануну, израильский техник-ядерщик, раскрывший миру информацию о ядерной программе Израиля.
- 1956 — Крис Картер, американский сценарист, продюсер и режиссёр (сериал «Секретные материалы» и другое).
- 1959 — Мэри Осмонд, американская певица и актриса.
- 1960 — Джоуи Белладонна (настоящее имя Джозеф Беллардини), американский певец и ударник, участник метал-группы Anthrax.
- 1961 — Док Риверс, американский баскетболист и тренер.
- 1962 — Келли Престон (урожд. Келли Смит; ум. 2020), американская актриса кино и телевидения, фотомодель.
- 1963 — Бакытжан Сагинтаев, казахстанский государственный и политический деятель, премьер-министр Республики Казахстан (2016—2019).
- 1967
  - Хавьер Сотомайор, кубинский легкоатлет, мировой рекордсмен в прыжках в высоту, олимпийский чемпион (1992), многократный чемпион мира.
  - Кейт Уолш, американская актриса кино и телевидения.
  - Александер Чеферин, словенский юрист и футбольный функционер, 7-й президент УЕФА.
- 1968
  - Кай Блум, немецкий гребец на байдарках, трёхкратный олимпийский чемпион.
  - Дмитрий Миронов, российский государственный и политический деятель. Помощник Президента Российской Федерации с 12 октября 2021 года.
- 1969 — Нэнси Керриган, американская фигуристка, двукратный призёр Олимпийских игр в одиночном катании.
- 1971
  - Саша Барон Коэн, британский комедийный актёр, обладатель премии «Золотой глобус» и других наград.
  - Пиррос Димас, греческий тяжелоатлет, трёхкратный олимпийский чемпион.
- 1977
  - Катрин Вагнер-Аугустин, немецкая гребчиха на байдарках, 4-кратная олимпийская чемпионка.
  - Антонио Ди Натале, итальянский футболист.
  - Пол Пирс, американский баскетболист, чемпион НБА (2008).
- 1978 — Джермейн О’Нил, американский баскетболист.
- 1979 — Уэс Браун, английский футболист.
- 1980 — Ашанти (полн. имя Ашанти Шеквойя Дуглас), американская певица, актриса, танцовщица и модель.
- 1982
  - Ондржей Сынек, чешский спортсмен, пятикратный чемпион мира по академической гребле.
  - Иан Торп, австралийский пловец, 5-кратный олимпийский чемпион.
- 1989 — Александрия Окасио-Кортес, американская активистка и политик.
- 1993 — Тиффани Трамп, американская певицы и модель, дочь Дональда Трампа.
- 1995 -  Пак Чимин, южнокорейский певец, танцор и автор песен. Является вокалистом бой-бэнда BTS.

## Скончались

### До XIX века
- 54 — Клавдий (р. 10 до н. э.), римский император (41—54).
- 1282 — Нитирэн (р. 1222), японский буддийский пророк.
- 1715 — Николя Мальбранш (р. 1638), французский философ-идеалист, главный представитель окказионализма.
- 1749 — князь Александр Куракин (р. 1697), русский государственный деятель, дипломат, сенатор.
- 1795 — Злата Могленская, православная святая.

### XIX век
- 1815 — расстрелян Иоахим Мюрат (р. 1767), маршал Франции, участник большинства кампаний Наполеона Бонапарта.
- 1822 — Антонио Канова (р. 1757), итальянский скульптор.
- 1825 — Максимилиан I (р. 1756), курфюрст Баварии (1799—1806), король Баварии (1806—1825); из династии Виттельсбахов.
- 1849 — Пьетро Андерлони (р. 1784), итальянский гравёр на меди.
- 1865 — Петро Гулак-Артемовский (р. 1790), русский, украинский историк и писатель, ректор Харьковского университета.
- 1869 — Шарль Огюстен де Сент-Бёв (р. 1804), французский литературовед и литературный критик.
- 1882 — Жозеф де Гобино (р. 1816), французский социолог, основоположник расистской теории.
- 1883 — Август Фридрих Зигерт (р. 1820), немецкий живописец.
- 1890 — Пётр Чихачёв (р. 1808), русский географ, геолог и путешественник.

### XX век
- 1905
  - Генри Ирвинг (р. 1838), английский актёр-трагик.
  - Мэри Керри (псевдоним Вайолет Фейн; р. 1843), английская поэтесса.
- 1919 — Карл Адольф Гьеллеруп (р. 1857), датский поэт и писатель.
- 1928 — Мария Фёдоровна (р. 1847), российская императрица, жена Александра III, мать Николая II.
- 1938 — Элзи Крайслер Сегар (р. 1894), американский художник комиксов, создатель персонажа моряка Попая.
- 1945 — Милтон Херши (р. 1857), американский промышленник, основатель шоколадной компании «Херши».
- 1961
  - Майя Дерен (урожд. Элеонора Деренковская; р. 1917), американский кинорежиссёр-авангардист, хореограф, этнограф.
  - Золтан Корда (р. 1895), английский кинорежиссёр, сценарист, продюсер.
- 1967 — Жорж Садуль (р. 1904), французский историк, теоретик и критик кино.
- 1974 — Эд Салливан (р. 1901), ведущий популярного американского телешоу «Шоу Эда Салливана».
- 1981 — Антонио Берни (р. 1905), аргентинский живописец, мастер коллажа.
- 1984 — Элис Нил (р. 1900), американская художница, мастер портрета.
- 1985 — Франческа Бертини (р. 1892), актриса театра и кино, первая итальянская кинозвезда.
- 1987 — Уолтер Браттейн (р. 1902), американский физик, один из разработчиков транзистора, нобелевский лауреат (1956).
- 1989 — Чезаре Дзаваттини (р. 1902), итальянский писатель, сценарист.

### XXI век
- 2001 — Ольга Олейник (р. 1925), советский и российский математик и учёный-механик, академик РАН.
- 2003 — Бертрам Брокхауз (р. 1918), канадский физик, лауреат Нобелевской премии (1994).
- 2008
  - Гийом Депардьё (р. 1971), французский актёр.
  - Алексей Черепанов (р. 1989), российский хоккеист.
- 2011 — Барбара Кент (р. 1907), американская актриса немого кино.
- 2013 — Ольга Аросева (р. 1925), актриса театра и кино, народная артистка РСФСР.
- 2016
  - Пхумипон Адульядет (Рама IX) (р. 1927), король Таиланда (1946—2016).
  - Дарио Фо (р. 1926), итальянский драматург, режиссёр, теоретик театра, лауреат Нобелевской премии по литературе (1997).
- 2021 — Бэла Руденко (р. 1933), советская, украинская и российская оперная певица, народная артистка СССР.

## Приметы
30 сентября/13 октября — Григорий.
- На Григория крестьяне обновляли свои постели, жгли старую солому из матрацев, набивали новой. По соломе, вытрясенной из матраца, в старину судили о здоровье человека. Соломка, мол, сказывала о растущей в человеке хвори, упреждала болезнь[4].
- Если снег упадет, зима не скоро настанет.
- Если журавли отлетели — будет ранняя и холодная зима[5].
- Если поутру видите на окнах мороз — ждите гостей.